# Vlag van Brantgum

Vlag van Brantgum

De vlag van Brantgum is de dorpsvlag van het Nederlandse dorp Brantgum, in de Friese gemeente Noardeast-Fryslân. De vlag werd in 1988 geregistreerd.
De dorpsvlaggen van 28 dorpen in Dongeradeel werden op 28 januari 1988 goedgekeurd door de gemeenteraad van de vroegere gemeente Dongeradeel.

## Beschrijving
De beschrijving van de vlag is als volgt:
Wit, met een rode broekschuinbaan van een derde vlaghoogte en daarop een geel penseel van het wapen.
De kleuren zijn afkomstig van het dorpswapen.

## Symboliek

Rode schuinbaan: verwijst naar de golvende schuinbalk van het wapen van Westdongeradeel, de gemeente waar het dorp eertijds tot behoorde.[4] Tevens staat het voor de Dokkumerwei die het dorp doorkruist.
- Penseel: verwijzing naar schilder Ids Wiersma die in Brantgum geboren is. Daar een schilder met olieverf naar boven werkt, is de steel naar beneden gericht.[4]